# Lester Young
Lester Willis Young (Woodville, Mississippi, 27 de agosto de 1909 - Nova Iorque, 15 de março de 1959) foi um saxofonista-tenor norte-americano.

## Carreira
Lester, cuja alcunha era "Prez", cresceu numa família de músicos de relevo. O seu irmão, Lee Young foi um baterista notável e vários dos outros membros da família eram músicos profissionais. A família mudou-se para Nova Orleães, Luisiana, quando Lester era ainda uma criança. O pai ensinou-lhe a tocar trompete, violino e bateria além de saxofone. Saiu da banda familiar em 1927 porque se recusou a ir em tournée pelo Sul dos Estados Unidos, onde as leis Jim Crow estavam em vigor.
Tornou-se proeminente nos anos 30, tocando num estilo relaxado que contrastava vivamente com a abordagem agressiva de Coleman Hawkins, o saxofonista-tenor mais importante da época. Com efeito, quando Young saiu da banda de Count Basie para substituir Hawkins na banda de Fletcher Henderson, o seu estilo aborreceu tanto os fãs de Henderson que rapidamente saiu para ir tocar com Andy Kirk. Mais tarde regressou à banda de Basie.
Visto que o jazz já tinha um "rei do swing" com Benny Goodman, um "duque" com Duke Ellington, e um "conde" com Count Basie, Lester Young ficou conhecido como Pres (diminutivo de "presidente"), nome que lhe foi dado por Billie Holiday. Ele devolveu o favor chamando à cantora "Lady Day".
Young virou-se para o bebop nos anos 40. No entanto, depois da Segunda Guerra Mundial começou a sofrer de problemas mentais e alcoolismo, em geral atribuídos a maus-tratos racistas que teria recebido durante a guerra no exército americano, onde era frequente não ser autorizado a tocar o seu saxofone. Apesar disso, manteve uma grande qualidade na interpretação. É geralmente considerado um dos maiores músicos de jazz de todos os tempos.

## Discografia

### Como líder

#### Norgran Records
| Catálogo No. | Álbum                                            | Notas               | Gravado   | Lançado |
| ------------ | ------------------------------------------------ | ------------------- | --------- | ------- |
| MGN 5        | Lester Young with the Oscar Peterson Trio #1     | 10"                 | 1952      | 1954    |
| MGN 6        | Lester Young with the Oscar Peterson Trio #2     | 10"                 | 1952      | 1954    |
| MGN 1005     | The President                                    |                     | 1950-1952 | 1954    |
| MGN 1022     | It Don't Mean a Thing                            |                     | 1954      | 1955    |
| MGN 1054     | The President Plays with the Oscar Peterson Trio | with Oscar Peterson | 1952      | 1955    |
| MGN 1043     | Pres and Sweets                                  | with Harry Edison   | 1955      | 1956    |
| MGN 1056     | The Jazz Giants '56                              |                     | 1956      | 1956    |
| MGN 1071     | Lester's Here                                    |                     | 1951-1953 | 1956    |
| MGN 1072     | Pres                                             |                     | 1950-1951 | 1956?   |
| MGN 1074     | The Lester Young Buddy Rich Trio                 | with Buddy Rich     | 1946      | 1956    |
| MGN 1093     | Lester Swings Again                              | Reedição MGN 1005   | 1950-1952 | 1956    |
| MGN 1100     | It Don't Mean a Thing                            | Reedição MGN 1022   | 1954      | 1956?   |

#### Verve Records
| Catálogo No. | Álbum                                            | Notas                           | Gravado   | Lançado |
| ------------ | ------------------------------------------------ | ------------------------------- | --------- | ------- |
| MGV 8134     | Pres and Sweets                                  | Reedição Norgran MGN 1043       | 1955      | 1957    |
| MGV 8144     | The President Plays with the Oscar Peterson Trio | Reedição Norgran MGN 1054       | 1952      | 1957    |
| MGV 8161     | Lester's Here                                    | Reedição Norgran MGN 1071       | 1951-1953 | 1957    |
| MGV 8162     | Pres                                             | Reedição Norgran MGN 1072       | 1950-1951 | 1957?   |
| MGV 8164     | The Lester Young Buddy Rich Trio                 | Reedição Norgran MGN 1074       | 1946      | 1957?   |
| MGV 8181     | Lester Swings Again                              | Reedição Norgran MGN 1005       | 1950-1952 | 1957?   |
| MGV 8187     | It Don't Mean a Thing                            | Reedição Norgran MGN 1022       | 1954      | 1957    |
| MGV 8205     | Pres and Teddy                                   | com Teddy Wilson                | 1956      | 1957    |
| MGV 8298     | Going for Myself                                 | com Harry Edison                | 1957-1958 | 1958    |
| MGV 8308     | The Lester Young Story                           | Compilação                      | 1950-1956 | 1959    |
| MGV 8316     | Laughin' to Keep from Cryin'                     | com Roy Eldridge e Harry Edison | 1958      | 1959?   |
| MGV 8378     | Lester Young in Paris                            | Ao vivo                         | 1959      | 1959    |
| MGV 8398     | The Essential Lester Young                       | Compilação                      | 1949-1957 | 1959    |

#### Charlie Parker Records
| Catálogo No. | Álbum                               | Notas | Gravado   | Lançado |
| ------------ | ----------------------------------- | --- | --------- | ------- |
| 402          | Pres                                | Ao vivo. Primeiras gravações "pessoais". Gravado em um gravador doméstico. Primeira coleção lançada comercialmente de Young como líder da banda. | ?         | 1961    |
| 405          | Pres is Blue                        | Ao vivo (Savoy Ballroom) | 1950      | 1963    |
| 409          | Just You, Just Me                   | | 1948-1949 | 1961    |
| 504          | Live at the Savoy (aka The Pres)    | Ao vivo | ?         | 1981    |
| 828          | An Historical Meeting At The Summit | com Charlie Parker | ?         | 1961    |

#### Pablo Records
| Catálogo No. | Álbum                                  | Notas   | Gravado | Lançamento |
| ------------ | -------------------------------------- | ------- | ------- | ---------- |
| 2308219      | Pres, In Washington, DC 1956, volume 1 | Ao vivo | 1956    | 1980       |
| 2308225      | Prez, In Washington, DC 1956, volume 2 | Ao vivo | 1956    | 1980       |
| 2308228      | Pres, In Washington, DC 1956, volume 3 | Ao vivo | 1956    | 1981       |
| 2308230      | Pres, In Washington, DC 1956, volume 4 | Ao vivo | 1956    | 1981       |

### Compilações
- The Kansas City Sessions (gravado em 1938 e 1944 para a Commodore Records)
- The Complete Aladdin Recordings (1942–47) (inclui a sessão de Nat King Cole de 1942 e mais do período pós-guerra)
- The Complete Savoy Recordings (gravado em 1944–50)
- The Complete Lester Young Studio Sessions on Verve (conjunto de 8 CDs; inclui as duas únicas entrevistas de Young conhecidas)

### Comosideman
Com a Count Basie Orchestra
- The Original American Decca Recordings (Decca/GRP, 1937–39 [1992])
- America's #1 Band! - The Columbia Years (1936-40, e sessões não-Young até 1942) (Columbia, 2003)
- The Lester Young Count Basie Sessions 1936–1940 (Mosaic, 2007)[3]
- Classic Columbia, Okeh and Vocalion: Lester Young with Count Basie (1936–1940) (Mosaic, 2008)
- Super Chief (1936–40, and non-Young sessions to 1964) (Columbia, 1972)
- Count Basie at Newport (Verve, 1957)

Com Jazz at the Philharmonic
- The Complete Jazz at the Philharmonic on Verve: 1944–1949 (Verve, 1998)
- The Drum Battle (Verve, 1952 [1960])

Com Billie Holiday
- Lady Day: The Complete Billie Holiday on Columbia (Columbia 1933–44 [2001])
- Complete Billie Holiday-Lester Young / Intégrale Billie Holiday-Lester Young 1937–1946 (Frémeaux & Associés, 1998)
- Billie Holiday and Lester Young: A Musical Romance (Columbia, 1937–41 [2002])